# 基堡-布赫格

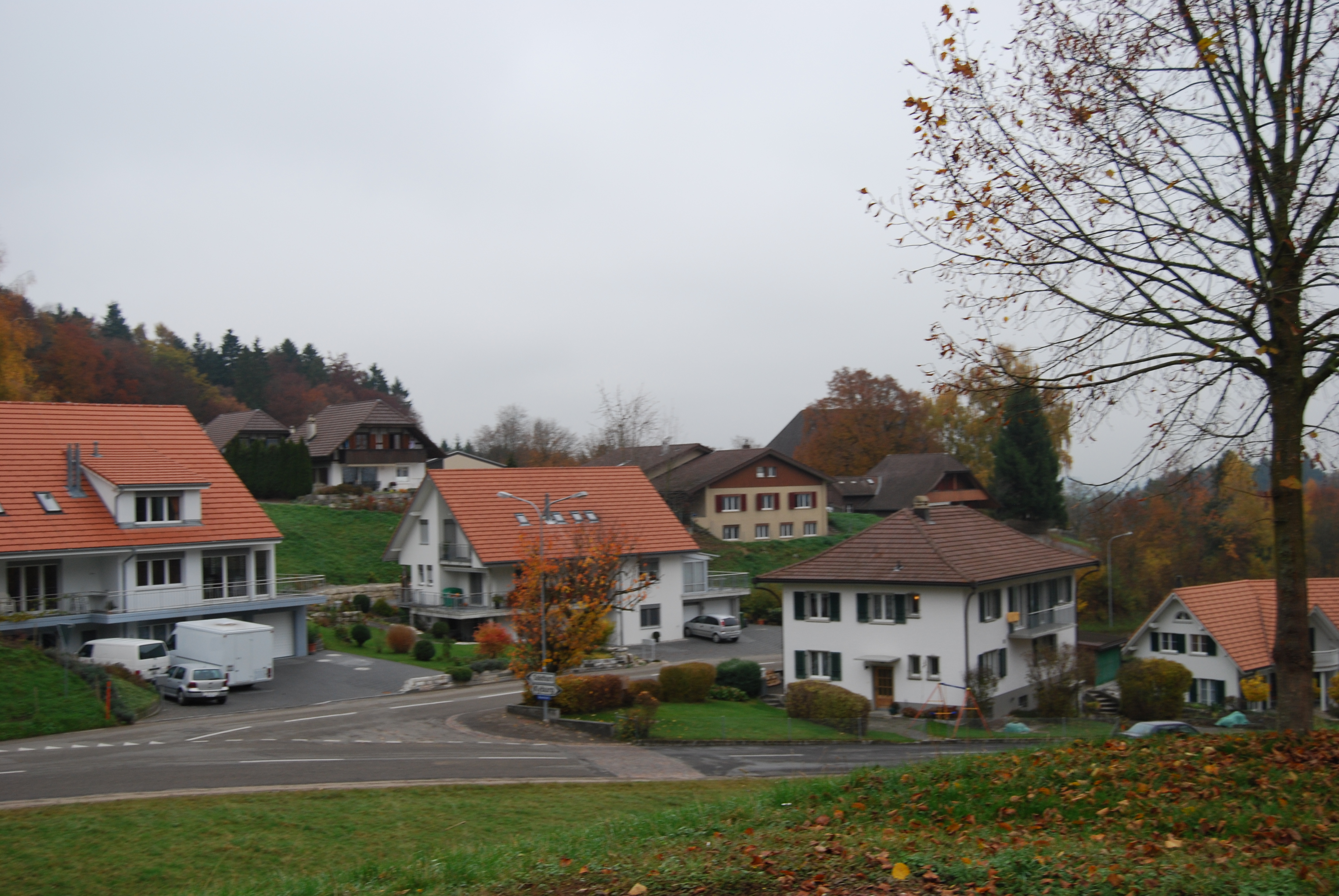

基堡-布赫格是瑞士的城鎮，位於該國北部，由索洛圖恩州負責管轄，面積1.6平方公里，海拔高度545米，2012年人口334，六成人口信奉基督教，人口密度每平方公里209人。